# Molophilus (Molophilus) kaandha
Molophilus (Molophilus) kaandha is een tweevleugelige uit de familie steltmuggen (Limoniidae). De soort komt voor in het Australaziatisch gebied.